# عناية بالأقدام

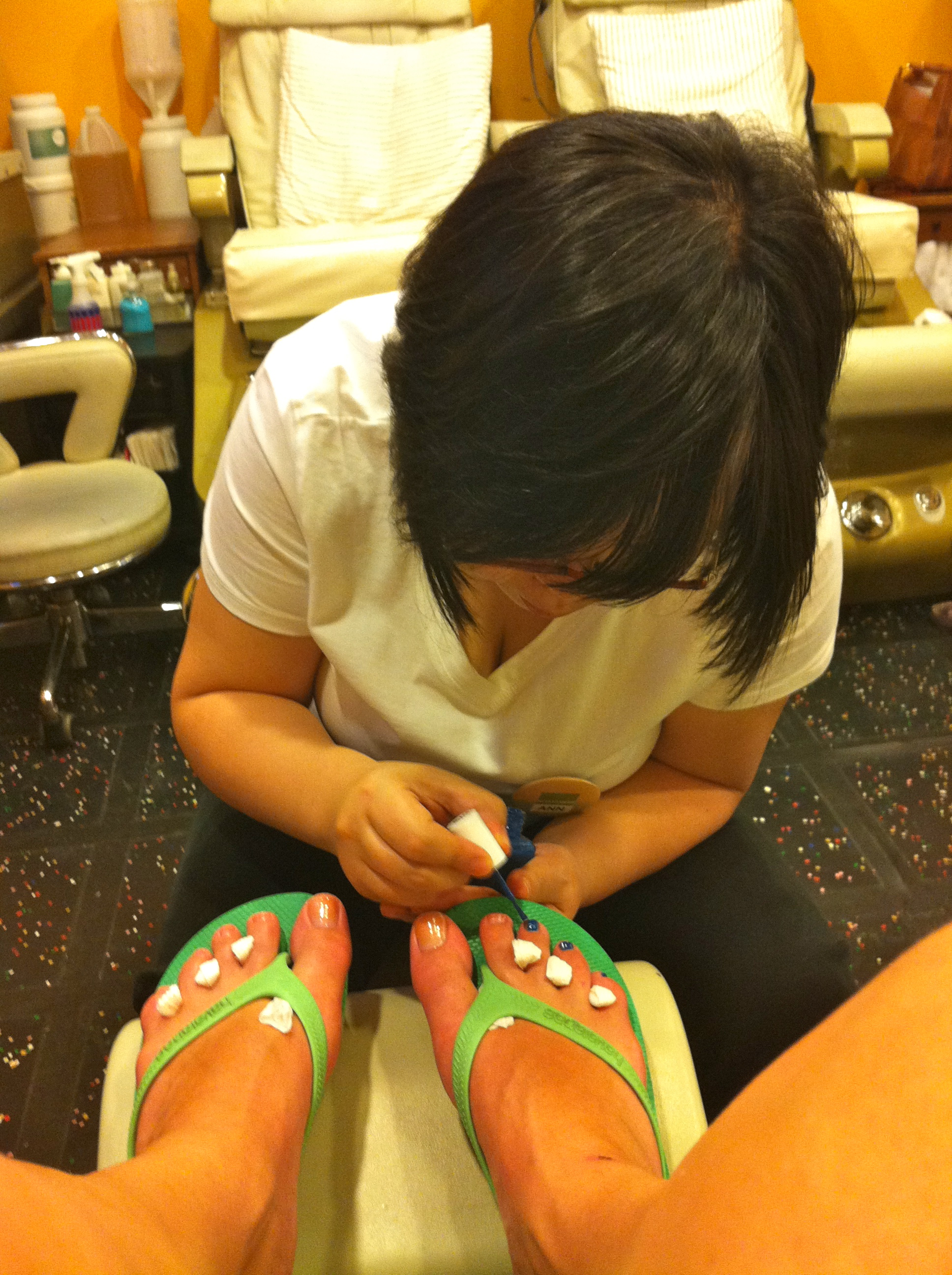
العناية بالإقدام

العناية بالأقدام أو الباديكير هو علاج تجميلي للقدمين والأظافر، يشبه المانيكير. يتم عمل الباديكير لأغراض تجميلية وعلاجية. وهي مشهورة في جميع أنحاء العالم، وخاصة بين النساء.
الباديكير لايشمل فقط العناية بالأظافر، بل كذلك فرك خلايا الجلد الميتة من أسفل القدم باستخدام حجر خشن (غالبًا حجر الخفاف). غالبًا ما يتم عمل هذا النوع من العناية بالبشرة حتى الركبة، بما في ذلك التقشير الحبيبي والترطيب والتدليك.
كلمة باديكير مشتقة من الكلمات اللاتينية Pedis، والتي تعني «القدم»، و cura ، والتي تعني «رعاية».

## التاريخ
ظل الناس يقومون بالعناية بالأقدام منذ أكثر من 4000 عام. في جنوب بابل، استخدم النبلاء أدوات من الذهب الخالص لعمل هذه العناية لأنفسهم. يعود استخدام طلاء الأظافر إلى الصين في عام 3000 قبل الميلاد، لون الأظافر يشير إلى الحالة الاجتماعية للمرء، وفقًا لمخطوط سلالة مينغ. تم طلاء الأظافر الملكية باللونين الأسود والأحمر. كان قدماء المصريين يستخدمون طلاء الأظافر منذ عام 2300 قبل الميلاد.
تم العثور على تصاوير قديمة لأظافر اليدين والقدمين على نحت في قبر الفرعون، وكان المصريون معروفين بإيلاء اهتمام خاص لأقدامهم وأرجلهم. قام المصريون أيضًا بتلوين أظافرهم باستخدام اللون الأحمر لإظهار أعلى طبقة اجتماعية. يقال أن أظافر كليوباترا كانت مطلية باللون الأحمر الداكن، في حين استخدمت الملكة نفرتيتي ذرجة باللون الوردي. في مصر القديمة وروما، قام القادة العسكريون أيضًا بطلاء أظافرهم لتتناسب مع شفاههم قبل أن يخرجوا إلى المعركة.

## أدوات ومستحضرات تجميل الأظافر

### الأدوات
- الأسيتون
- القطن الطبي
- كريم بشرة
- مزيل الجلد الخشن والكالو للأظافر|المناشف
- حمام للقدم
- غسول
- مسمار عازلة
- مبرد الأظافر
- طلاء الأظافر
- قصاصة أظافر
- فاصلة الأصابع
- مناشف
- سبا باديكير
- حجر الخفاف (يزيل الجلد الميت من باطن القدم)
- منشفة ورقية (ملفوفة بين أصابع القدم لفصلها)

### مستحضرات تجميل الأظافر
- طلاء قاعدي
- كريمات البشرة
- زيت بشرة
- مزيل البشرة التالفة حول الأظافر
- طلاء الأظافر جاف
- طلاء أظافر سائل
- مبيض الأظافر
- منعم الاظافر
- مجفف أظافر
- مزيل طلاء الأظافر
- مُرقق طلاء الأظافر